# 2984 Chaucer
2984 Chaucer eller 1981 YD är en asteroid i huvudbältet som upptäcktes den 30 december 1981 av den amerikanske astronomen Edward L.G. Bowell vid Anderson Mesa Station. Den är uppkallad efter den brittiske författaren Geoffrey Chaucer.
Asteroiden har en diameter på ungefär 15 kilometer.